# 3D (album)
A 3D a TLC amerikai R&B-együttes negyedik albuma. 2002-ben jelent meg, fél évvel az együttes egyik tagja, Lisa „Left Eye” Lopes halála után. Az album az amerikai Billboard 200 slágerlista hatodik helyén nyitott, az első héten 143 000 példányban kelt el. A megjelenése utáni első évben az Egyesült Államokban egy, világszerte kétmillió példányban kelt el, és az USA-ban platinalemez lett. Megjelenése előtt azt beszélték, hogy Left Eye sokat fog szerepelni az albumon, végül azonban csak pár dalban hallható. Ugyanez történt az együttes előző albumán, a FanMailen is, ami miatt Left Eye elégedetlen is volt az együttessel.

## Kislemezek
- Girl Talk (2002. szeptember 8.)
- Hands Up (2003. február 18.)
- Damaged (2003. július 7.)
- Turntable (2004. január 16.)

## Dallista
| #                                   | Cím                          | Szerzők                                                                                            | Producer                   | Hossz |
| ----------------------------------- | ---------------------------- | -------------------------------------------------------------------------------------------------- | -------------------------- | ----- |
| 1.                                  | 3D Intro                     | Dallas Austin                                                                                      | Austin                     | 2:25  |
| 2.                                  | Quickie                      | Austin, Lisa Lopes, Tionne Watkins                                                                 | Austin                     | 4:19  |
| 3.                                  | Girl Talk                    | Edmund Clement, Kandi Burruss, Lopes, Anita McCloud, Watkins                                       | Eddie Hustle               | 3:35  |
| 4.                                  | Turntable                    | Rodney Jerkins, Watkins, Fred Jerkins, Daniel Moore, LaShawn Daniels, Tomi Martin                  | Jerkins                    | 3:25  |
| 5.                                  | In Your Arms Tonight         | Pharrell Williams                                                                                  | The Neptunes               | 4:25  |
| 6.                                  | Over Me                      | R. Jerkins, Rozonda Thomas, Kenisha Pratt, Daniel Moore, Tyrell Bing, Lopes                        | Jerkins                    | 4:17  |
| 7.                                  | Hands Up                     | Babyface, Daryl Simmons                                                                            | Babyface, Simmons          | 3:49  |
| 8.                                  | Damaged                      | Austin, Watkins                                                                                    | Austin                     | 3:51  |
| 9.                                  | Dirty Dirty                  | Missy Elliott, Timbaland                                                                           | Timbaland, Elliott         | 3:40  |
| 10.                                 | So So Dumb                   | Raphael Saddiq, Watkins, Glenn Standridge, Bobby Ozuna                                             | Saddiq, Jake & The Phatman | 4:06  |
| 11.                                 | Good Love                    | Clement, Burruss                                                                                   | Hustle                     | 4:12  |
| 12.                                 | Hey Hey Hey Hey              | Jerkins, Watkins, Burruss                                                                          | Jerkins                    | 4:05  |
| 13.                                 | Give It to Me While It’s Hot | Ray Murray, Rico Wade, Pet Brown, Marqueze Ethridge, Mervin Parkman, Stewart Jordan, Lopes, Thomas | Organized Noize            | 3:28  |
| Japán bónuszdal                     |                              | |                            |       |
| 14.                                 | Get Away                     | |                            | 4:15  |
| Nemzetközi CD/DVD-kiadás bónuszdala |                              | |                            |       |
| 14.                                 | Who’s It Gonna Be?           | |                            | 4:00  |

Felhasznált dalrészletek
- A Quickie részleteket használ fel Left Eye Left Pimpin' című kiadatlan dalából.
- Az Over Me részletet használ fel Left Eye I Believe in Me című, a Supernova albumon megjelent számából.
- A Give It to Me While It’s Hot felhasználja a második versszakot Left Eye Friends című, a Supernova albumon megjelent számából.
- A Who’s It Gonna Be? felhasználja az első versszakot Left Eye Through the Pain című, az Eye Legacy posztumusz albumon megjelent számából.

Fel nem került dalok
- It’s Alright (brit rádióadóhoz szivárgott ki a megjelenés előtt)
- It’s On
- I Want Some of That (Sarah Connor is felvette 2003-ban megjelent Key to My Soul című albumához)
- Whoop De Woo (megjelent a Now and Forever: The Hits bónuszdalaként)
- Watch the World
- Us

## Közreműködők

### Zenészek
- Shorty B. – basszusgitár
- Sigurdur „Siggy” Birkis – dob
- Tom Knight – dob
- Tomi Martin – gitár
- Danny O’Donoghue – gitár
- Tony Reyes – gitár
- Colin Wolfe – basszusgitár
- Kelvin Wooten – billentyűsök

### Produkció
- Executive producerek: Antonio M. Reid, Dallas Austin, TLC
- Producerek: Dallas Austin, Babyface, Missy Elliott, Rodney Jerkins, The Neptunes, Organized Noize, Raphael Saadiq, Daryl Simmons, Timbaland
- Vocal producer: Rodney Jerkins
- Vocal assistance: Jasper Cameron, Missy Elliott, Tavia Ivey, Marde Johnson, Debra Killings, Mark Pitts
- Hangmérnökök: Carlos „El Loco” Bedoya, Paul Boutin, Leslie Brathwaite, Josh Butler, Andrew Coleman, Sean Davis, John Frye, Morgan Garcia, Brian Garten, Carlton Lynn, Fabian Marasciullo, Rick Sheppard, Cedric Anderson, Steve Fisher, Tim Lauber, Victor McCoy, Christine Sirois, Rob Skipworth, Craig „Niteman” Taylor
- Keverés: Gerry „The Gov” Brown, Kevin "KD” Davis, Jimmy Douglas, Jean-Marie Horvat, Rodney Jerkins, Phil Tan, Timbaland, John Horesco IV, Dion Peters, Tim Roberts, John Tanksely
- Masztering: Herb Powers
- A&R: Mark Pitts, Theresa Wilson
- Művészeti tervezés: Jeffrey Schulz
- Fénykép: Guy Aroch, Seb Janiak

## Helyezések
| Slágerlista (2002)                   | Legmagasabb helyezés |
| ------------------------------------ | -------------------- |
| Brit Top 75 album (75/40)            | 45                   |
| Holland Top 100 album                | 62                   |
| Kanadai Top 50 album                 | 31                   |
| Német Top 100 album                  | 46                   |
| Svájci Top 100 album                 | 47                   |
| USA Billboard 200                    | 6                    |
| USA Billboard Top R&B/Hip-Hop Albums | 4                    |
| Új-zélandi Top 50 album              | 45                   |